# Кантелё
Кантелё (фр. Canteleu) — город на севере Франции, регион Нормандия, департамент Приморская Сена, округ Руан, центр одноименного кантона. Расположен в 7 км к западу от Руана, в 3 км от автомагистрали А150, на правом берегу Сены.
В бывшем селе Круазетт, ныне части Кантелё, расположен дом, в котором прожил 40 лет и умер великий писатель Густав Флобер.
Население (2018) — 14 244 человека.

## История
В средние века строительство многочисленных водяных мельниц позволило небольшим селам, позднее образовавшим Кантелё, процветать на переработке зерна. Позднее здесь были созданы ткацкие фабрики, благодаря чему одно из них, Бапом, даже получило прозвище "Нормандский Манчестер".

## Достопримечательности
- Павильон Флобера в Круазетт — небольшой дом, в котором размещается музей писателя
- Церковь Святого Мартина с башней XVI века
- Старинное здание мэрии, ставшее прообразом мэрии Стокгольма

## Экономика
Структура занятости населения:
- сельское хозяйство — 0,1 %
- промышленность — 6,0 %
- строительство — 4,7 %
- торговля, транспорт и сфера услуг — 39,5 %
- государственные и муниципальные службы — 49,6 %

Уровень безработицы (2017) — 20,8 % (Франция в целом —  13,4 %, департамент Приморская Сена — 15,3 %). 

Среднегодовой доход на 1 человека, евро (2018) — 17 770 (Франция в целом — 21 730, департамент Приморская Сена — 21 140).

## Демография
Динамика численности населения, чел.

## Администрация
Пост мэра Кантелё с 2014 года занимает социалист Мелани Буланже (Mélanie Boulanger). На муниципальных выборах 2020 года возглавляемый ею левый список был единственным.
| Период | Период | Фамилия         | Партия                  | Примечания |
| ------ | ------ | --------------- | ----------------------- | --- |
| 1968   | 1977   | Жан Мильтген    |                         | кондуктор трамвая                                                                                              |
| 1977   | 1989   | Марсель Летесье | Коммунистическая партия | строительный рабочий                                                                                           |
| 1989   | 2001   | Кристиан Бекль  | Социалистическая партия | ректор |
| 2001   | 2014   | Кристоф Буйон   | Социалистическая партия | государственный служащий, депутат Национального собрания Франции, член Совета департамента от кантона Барантен |
| 2014   |        | Мелани Буланже  | Социалистическая партия | |

## Города-побратимы
- Нью-Милтон, Англия
- Конгуси, Буркина-Фасо
- Буххольц-ин-дер-Нордхайде, Германия
- Волув, Польша

## Знаменитые уроженцы
- Анри Барбе-де-Жуи (1812—1896), археолог и историк, много сделавший для спасения Лувра во времена Парижской коммуны

## Галерея
- Павильон Флобера

1. 1 2  база данных о французских коммунах — Национальный географический институт Франции, 2015.